# Оливейра, Даниэл ди (шахматист)
Даниэл ди Оливейра (порт. Daniel de Oliveira, род. 20 июня 1931) — португальский шахматист, национальный мастер.
Чемпион Португалии 1953 года.
В составе сборной Португалии участник шахматной олимпиады 1960 г. В этом соревновании выступал на 4-й доске. Сыграл 17 партий, из которых 7 выиграл (в том числе у Й. Локвенца), 6 завершил вничью (в том числе с В. Л. Корчным) и 4 проиграл.